# جان گارفیلد
جان گارفیلد (انگلیسی: John Garfield؛ ۴ مارس ۱۹۱۳ – ۲۱ مهٔ ۱۹۵۲) با نام تولد جیکوب جولیوس گارفینکل (به انگلیسی: Jacob Julius Garfinkle) هنرپیشهٔ اهل ایالات متحده آمریکا بود. وی بین سال‌های ۱۹۳۲ تا ۱۹۵۲ میلادی فعالیت می‌کرد.
از فیلم‌هایی که وی در آن نقش داشته است، می‌توان به نیروی اهریمن، قرارداد شرافتمندانه، نقطه فروپاشی و چهار دختر اشاره کرد.